# كانغ مين-وو
كانغ مين-وو (هانغل: 강민우) هو لاعب كرة قدم كوري جنوبي، ولد في 26 مارس 1987. لعب مع فيتوريا سيتوبال.

## وصلات خارجية
- كانغ مين-وو على موقع دوري كوريا الجنوبية (الإنجليزية)
- كانغ مين-وو على موقع قاعدة بيانات كرة القدم.إي يو (الإنجليزية)
- كانغ مين-وو على موقع Soccerway.com (الإنجليزية)
- كانغ مين-وو على موقع AS.com (الإسبانية)